# 시장의 우상
시장의 우상은 인간 언어의 단어 정의와 실제 사물 간의 불완전한 일치에서 기인하는 논리적 오류의 범주이다. 프랜시스 베이컨 경에 의해 명명되었으며 Novum Organum에서 사용되었다.
이 용어는 "이제 인간의 이해에 속해 있고 거기에 뿌리를 내린 우상과 그릇된 관념"을 나타내는 4개의 "우상" 중 하나이다. 그들 때문에 사람들의 마음에는 "진리는 거의 찾아볼 수 없다"고 Bacon은 그가 제안한 "과학의 시작" 이후에도 사람들이 위험에 대해 미리 경고를 받고 스스로를 강화하지 않는 한 "우리를 만나 괴롭힐 것"이라고 예측했다. 그것은 다시 말해 과학의 문제이며, 성공적인 현대 과학 방법은 이를 피하기 위해 노력해야 한다.

그 외에도 종족의 우상, 동굴의 우상, 극장의 우상이 있다. 4개의 우상을 합쳐 마음의 우상( Idola mentis )이라고 한다.
1. ↑  Novum Organum, Aphorism XXXVIII